# Tiedra
Tiedra es un municipio y localidad española de la provincia de Valladolid, en la comunidad autónoma de Castilla y León. En el término municipal se encuentra, además de la localidad homónima, el núcleo de Pobladura de Sotiedra. Cuenta con una población de 282 habitantes (INE 2024).

## Geografía
Tiedra se sitúa en las estribaciones occidentales de los Montes Torozos, comarca a la que pertenece, justo donde la paramera se derrumba dibujando una imaginaria frontera entre esta comarca y la Tierra de Campos al norte y el Alfoz de Toro, en la provincia de Zamora, al oeste.
Se encuentra a 60 kilómetros de la capital vallisoletana y su término municipal está atravesado por la autovía del Noroeste entre los pK 209 y 210. El pueblo se alza a 824 metros sobre el nivel del mar, pero en oeste de su territorio encontramos el abrupto descenso de los Montes Torozos llegando a altitudes que rondan los 775 metros.
| Noroeste: Castromembibre                              | Norte: Villavellid           | Noreste: Villardefrades, San Cebrián de Mazote |
| Oeste: Vezdemarbán (Zamora), Pinilla de Toro (Zamora) |                              | Este: Mota del Marqués                         |
| Suroeste: Benafarces                                  | Sur: Benafarces, Villalbarba | Sureste: Villalbarba                           |

## Historia
El dominio visual que da lugar el relieve sobre interminables kilómetros de planicie hizo que los vacceos habitaran el lugar, mediado el primer milenio a. C., y establecieran una ciudad que la romanización llamó Amallóbriga, de la cual (junto con la posterior ocupación romana) queda el yacimiento de Cerro de la Ermita. A partir de la Edad Media, la villa fue moneda de cambio frecuente en las alianzas de reyes, nobles, obispos y señores.

### SigloXIX
Así se describe a Tiedra en la página 755 del tomo XIV del Diccionario geográfico-estadístico-histórico de España y sus posesiones de Ultramar, obra impulsada por Pascual Madoz a mediados del siglo XIX:

TIEDRA LA VIEJA

Villa con ayuntamiento en la provincia, audiencia territorial y capitanía general de Valladolid (8 leguas), partido judicial de Mota del Marqués (1), diócesis de Zamora (8).
Situada en una elevada colina, combatida libremente de todos los vientos; su clima es frío y propenso a enfermedades inflamatorias.
Tiene 500 casas; la consistorial, en la que se encuentra la escuela de instrucción primaria; una magnífica panera para los granos del pósito; un priorato que perteneció al ex monasterio de bernardos de la Santa Espina; un hospital para enfermos pobres; 4 iglesias parroquiales de primer ascenso, El Salvador y Santa María del Castillo, cuyos curatos son de provisión real y ordinaria, previo concurso; San Miguel, de presentación particular, y San Pedro, en la que nombran el cura los canónigos de Santa María de Arbás; fuera de la población y dominándolo por el SE hay un antiguo castillo, del que no se conservan más que sus contrafosos y algunos restos de su fábrica interior.
Confina el término con los de Almaraz, San Cebrián de Mazote, Mota, Villalbarba, Casasola, Benafarces, Pobladura y Villavellí; dentro de él se encuentran infinidad de fuentes y manantiales y 2 ermitas, entre las que merece particular mención la de Nuestra Señora de Tiedra Vieja, patrona de la villa, a la que se profesa particular devoción; el edificio es hermoso y bien alhajado, con algunas pinturas al fresco, representando varios pasajes de la vida de la Virgen, y en el altar donde está colocada la titular, pueden celebrarse a un tiempo 4 misas.
El terreno en su mayor parte es quebrado, flojo, pedregoso y árido; le bañan varios arroyos, entre ellos los llamados Vallecino y Marrandiel.
Caminos: los locales y los de calzada desde Madrid a la Coruña y de Medina de Rioseco a Toro.
Producciones: cereales, algunas legumbres y vino, yerbas de pasto, con las que se mantiene ganado mular.
Industria: la agrícola, la trajinería, recriación de muletas, 3 telares de lienzos ordinarios, 9 zapateros, 3 sastres, 3 confiteros y algunos otros de los oficios indispensables.
Comercio: exportación del sobrante de frutos y muletas; hay varios almacenes de jamones gallegos, bacalao, azúcar, jabón, aceite, pimiento y hierro, y algunas tiendas en las que se venden al por menor dichos artículos, comestibles y algunas ropas y otros géneros.
Población: 500 vecinos, 2.000 almas.

Capital productivo: 3.088.755 reales. Imponible: 308.625. Contribución: 80.123 reales 24 maravedíes.

## Demografía
Cuenta con una población de 282 habitantes (INE 2024).
| Gráfica de evolución demográfica de Tiedra entre 1842 y 2021 |
| |
| Población de derecho según los censos de población del INE Población de hecho según los censos de población del INEEntre el censo de 1981 y el anterior, crece el término del municipio porque incorpora a 47120 (Pobladura de Sotiedra) |

## Economía
La actividad comercial y la bonanza económica de sus habitantes a finales del siglo XIX y principios del XX llenaron las calles de edificios desmesurados.

## Patrimonio
- Castillo de Tiedra

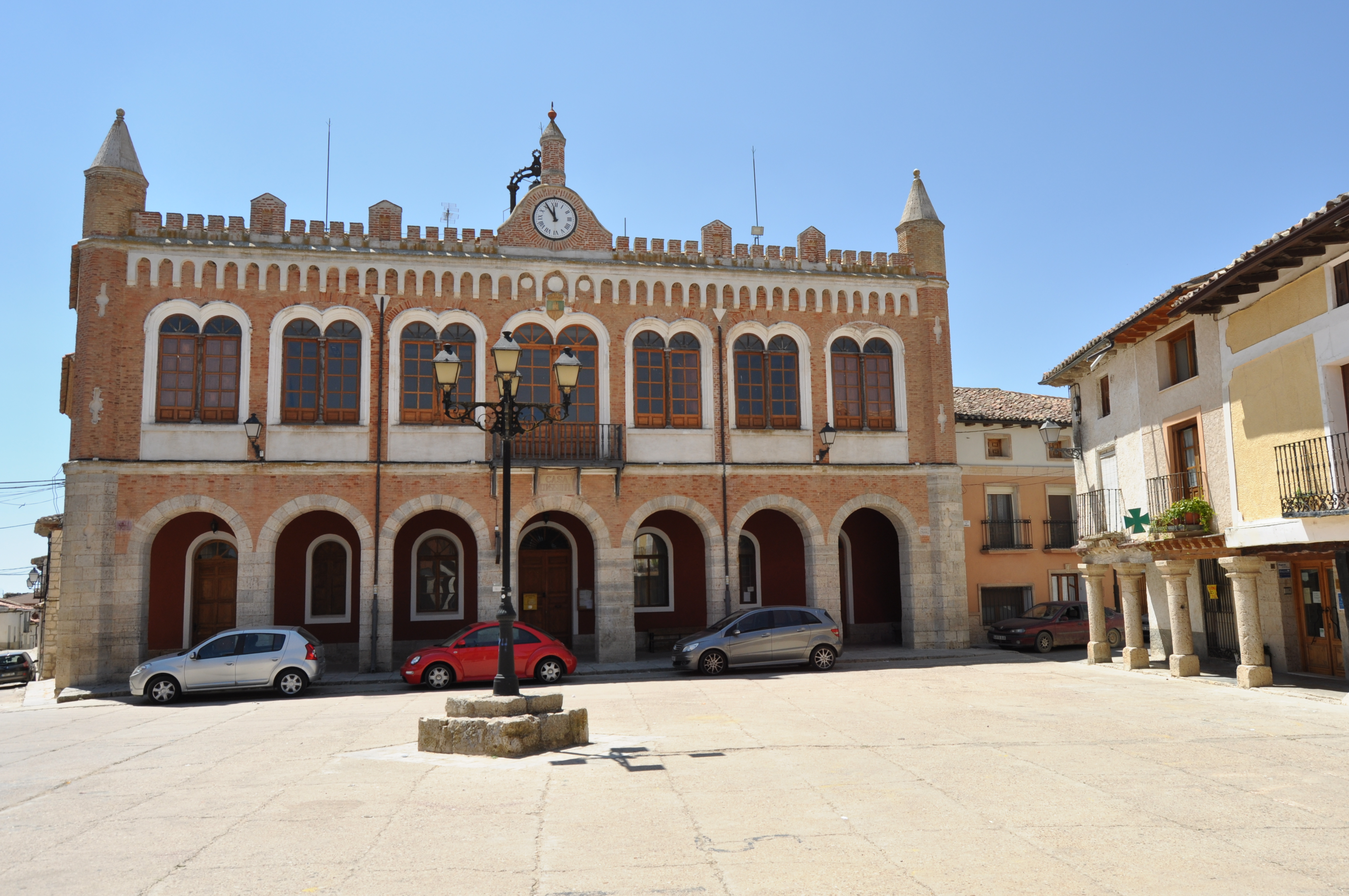
Casa consistorial

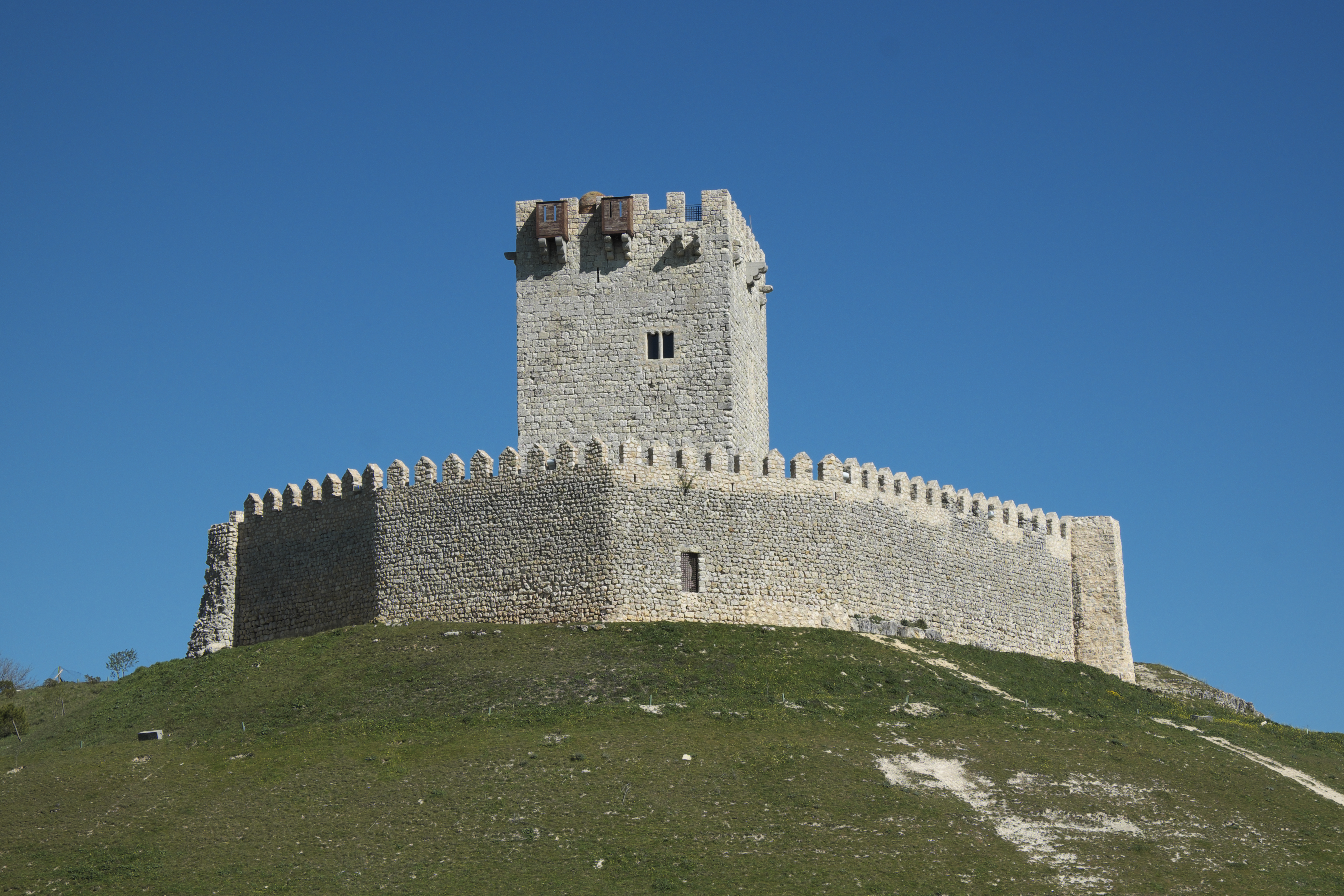
Castillo de Tiedra

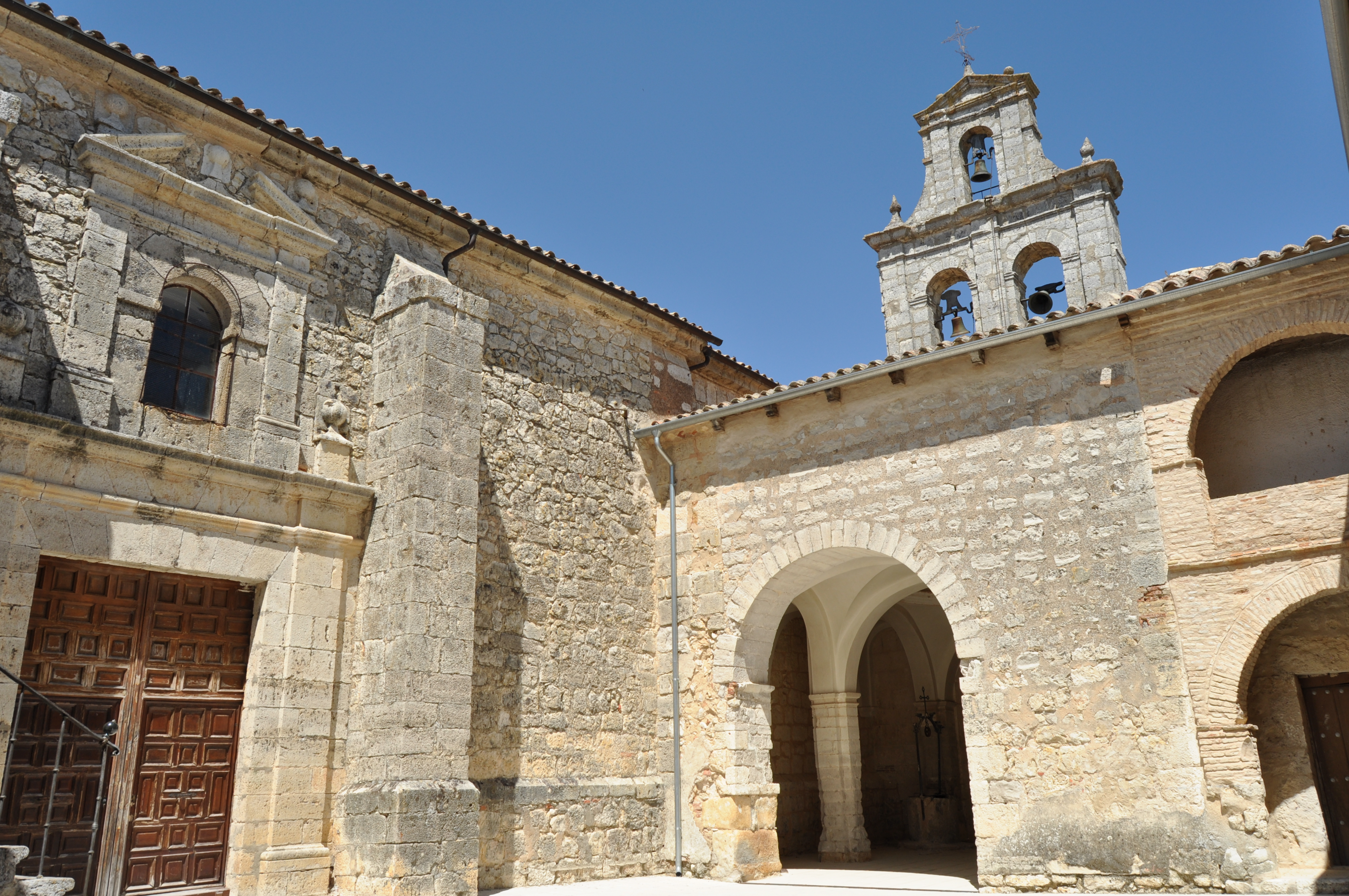
Ermita de Nuestra Señora de Tiedra Vieja

- Ermita de Nuestra Señora de Tiedra Vieja
- Iglesia de San Pedro de Tiedra
- Iglesia de San Miguel de Tiedra
- Iglesia del Salvador de Tiedra
- Plaza Mayor de Tiedra
- Pósito de Tiedra
- Matadero de Tiedra